# 1898 au Nouveau-Brunswick
Chronologie du Nouveau-Brunswick
- 1894
- 1895
- 1896
- 1897
- 1898
- 1899
- 1900
- 1901
- 1902

Cette page concerne des événements survenus en 1898 dans la province canadienne du Nouveau-Brunswick.

## Événements
- 29 septembre : lors du référendum canadien sur la prohibition de l'alcool, le oui l'emporte à 72,2 % au Nouveau-Brunswick.

## Naissances
- 2 mai : Gage Montgomery, député.
- 25 juin : Georges Dumont, député et ministre.

## Décès
- 27 septembre : John Campbell Allen, juge.